# 2533 Fechtig
2533 Fechtig је астероид главног астероидног појаса чија средња удаљеност од Сунца износи 3,100 астрономских јединица (АЈ).
Апсолутна магнитуда астероида је 11,7.